# طيون جرماني
الطيون الجرماني (باللاتينية: Inula germanica) نوع نباتي ينتمي إلى جنس الطيون من الفصيلة النجمية.

## الموئل والانتشار
ينتشر في تركيا والقوقاز وكل أوروبا باستثناء البرتغال وفنلندا وبريطانيا وإيرلندا